# Kampidanski jezik
Kampidanski jezik (kampidanski sardinski; ISO 639-3: sro), jedan od četiri sardinska jezika kojim govore Kampidanski Sardi na jugu talijanskog otoka Sardinija. Ima nekoliko dijalekata, a glavno gradsko središte gdje se govori je Cagliari. Kampidanskim govori 345 180 ljudi (2000 WCD). Od ostalih sardinskih jezika dosta je različit.

## Vanjske poveznice
- Ethnologue (14th)
- Ethnologue (16th)